# 233 (numero)
Duecentotrentatré (233) è il numero naturale dopo il 232 e prima del 234.

## Proprietà matematiche
- È un numero dispari.
- È un numero difettivo.
- È un numero primo, essendo divisibile solo per 1 e per se stesso.
  - È un numero primo di Sophie Germain, dato che 233x2+1=467, che è ancora un numero primo.
  - È un numero primo di Chen.
  - È un numero primo di Eisenstein senza parte immaginaria.
  - È un numero primo troncabile a destra.
  - È il tredicesimo numero della successione di Fibonacci, dopo il 144 e prima del 377.
- Può essere espresso come somma di due quadrati (233=132+82) e come differenza di altri due quadrati (233=1172-1162).
- È un numero di Markov.
- È un numero odioso.
- È un numero colombiano nel sistema numerico decimale.
- È la somma di 11 numeri primi consecutivi (233=5+7+11+13+17+19+23+29+31+37+41).
- È parte delle terne pitagoriche (105, 208, 233), (233, 27144, 27145).
- È un numero palindromo nel sistema di numerazione posizionale a base 3 (22122).

## Astronomia
- 233P/La Sagra è una cometa periodica del sistema solare.
- 233 Asterope è un asteroide della fascia principale del sistema solare.

## Astronautica
- Cosmos 233 è un satellite artificiale russo.

## Altri ambiti
- L'additivo alimentare E233 è il conservante tiabendazolo.
- +233 è il prefisso telefonico internazionale del Ghana.
- È la frequenza, espressa in Hertz, della nota la#3